# (34905) 3110 P-L
3110 P-L (asteroide 34905) é um asteroide da cintura principal. Possui uma excentricidade de 0.06896370 e uma inclinação de 10.80220º.
Este asteroide foi descoberto no dia 24 de setembro de 1960 por Cornelis Johannes van Houten e Ingrid van Houten-Groeneveld e Tom Gehrels em Palomar.